# سييرو (أستورياس)
بلدية سييرو (بالإسبانية: Siero) هي بلدية تقع في منطقة أستورياس شمال غرب إسبانيا.

## الديموغرافيا
بلغ عدد سكان بلدية سييرو 52.094 نسمة عام 2011 (وفقاً للمعهد الوطني للإحصاء الإسباني).
| 46.315 | 47.270 | 48.569 | 48.991 | 49.491 | 51.181 | 52.094 |

## أعلام
- خافي فويغو
- خوسي مانويل فوينتي
- بيدرو دياز
- خيسوس سواريز كويفا